# Luis Eduardo Pérez
Luis Eduardo Pérez (født 1774, død 30. august 1841) var den første præsident af Uruguay, og bestred embedet fra 24. oktober til 6. november 1830. Han var desuden leder af landets senat.
| Foregående: Ingen | Præsident i Uruguay 1830 | Efterfølgende: Fructuoso Rivera |